# Marcos 6

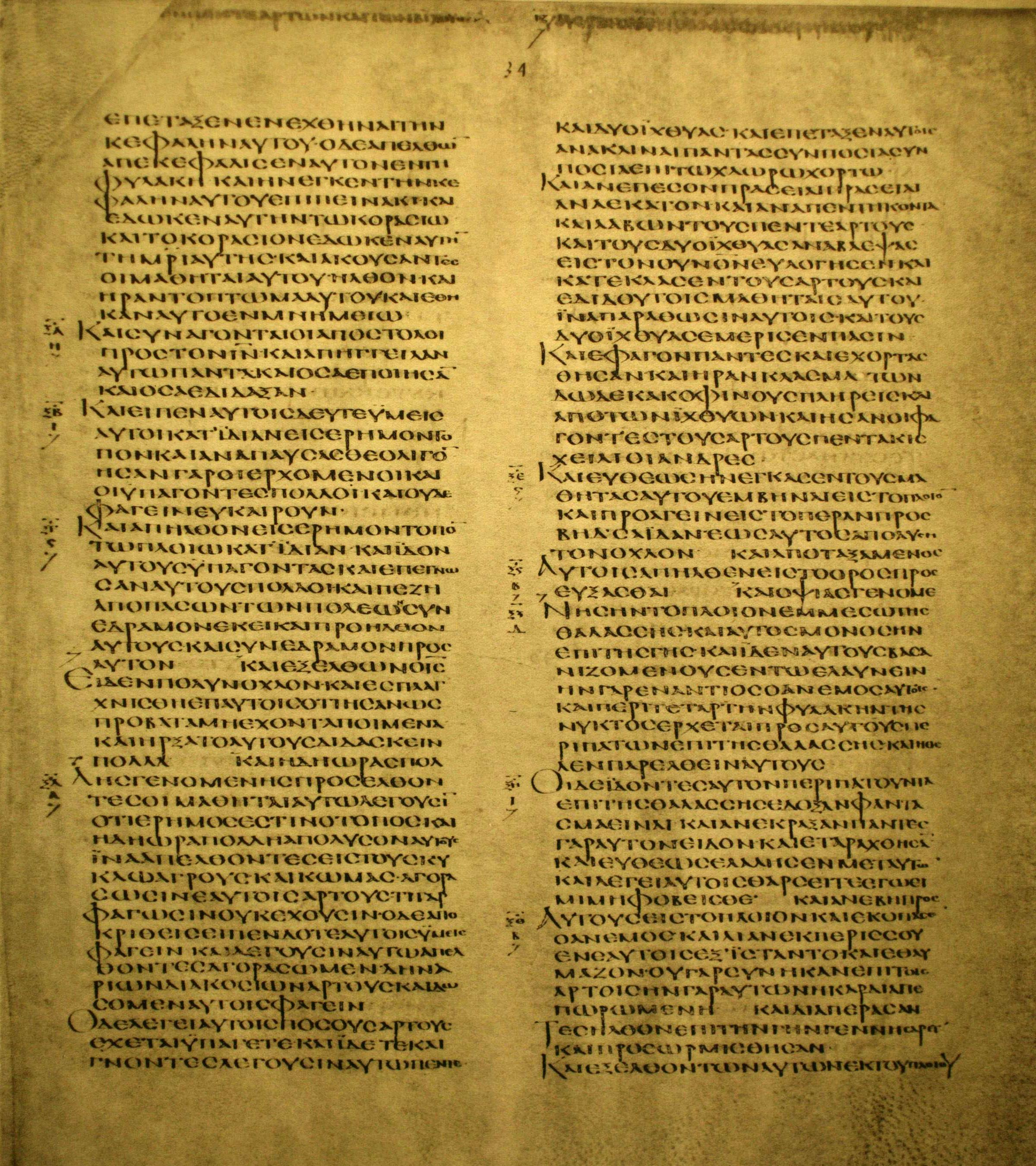
Hoja que contiene Marcos 6:27-54 en el Codex Alexandrinus de hacia 400-440 d. C.

Marcos 6 es el sexto capítulo del Evangelio de Marcos del Nuevo Testamento de la Biblia cristiana. En este capítulo, Jesús va a Nazaret y experimenta el rechazo de su propia familia. A continuación, envía a sus Apóstoles de dos en dos a varias ciudades de la región, donde también podrían enfrentarse al rechazo. Finalmente, Jesús regresa al Mar de Galilea y realiza algunos de sus milagros más famosos, como el dar de comer a 5000 personas y el Jesús caminando sobre las aguas. En este capítulo también se relata la ejecución de Juan Bautista.

## Texto
El texto original fue escrito en griego koiné. Este capítulo está dividido en 56 Versículos.

### Testigos textuales
.

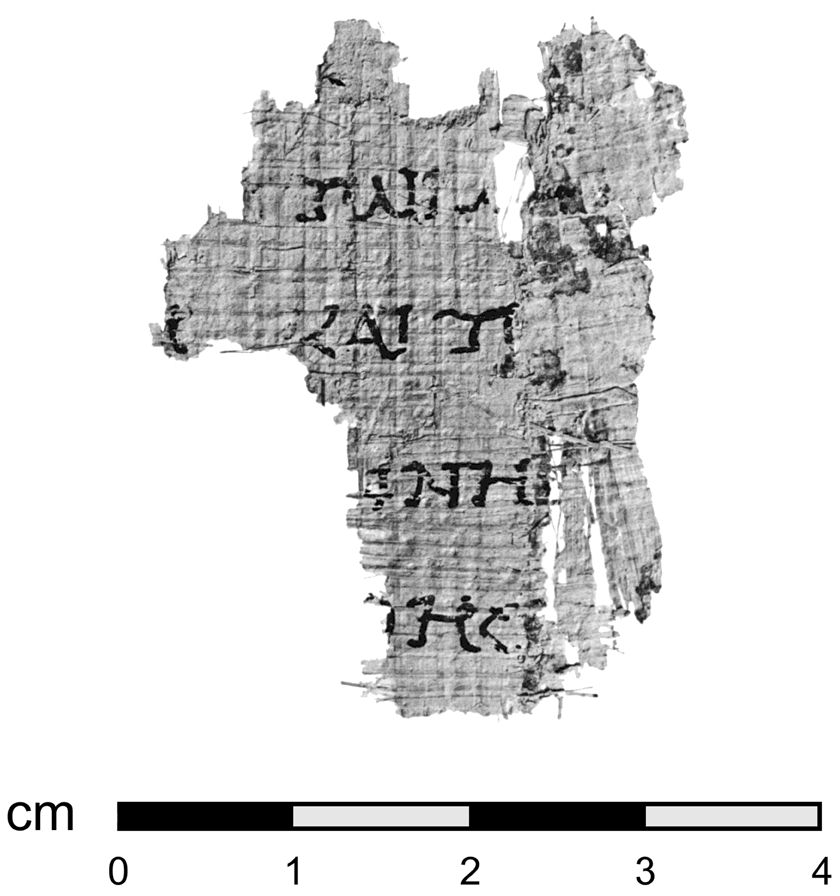
Fragmento 7Q5 de Qumran

Algunos manuscritos antiguos que contienen el texto de este capítulo son:
- Codex Vaticanus (325-350; completo)
- Codex Sinaiticus (330-360; completo)
- Codex Bezae (~400; completo)
- Codex Alexandrinus (400-440; completo)
- Codex Ephraemi Rescriptus (~450; existen los Versículos 1-31)

En 1972, el papirólogo español José O’Callaghan propuso en su obra ¿Papiros neotestamentarios en la cueva 7 de Qumrân? que entre los rollos del Mar Muerto, 7Q5, un pequeño fragmento de papiro griego descubierto en Qumrán. Cueva 7 (datado entre el 50 a. C. y el 50 d. C.), contiene en realidad el texto de Marcos 6:52-53, y esto fue reafirmado y ampliado posteriormente por el erudito alemán Carsten Peter Thiede en su obra ¿El manuscrito más antiguo del Evangelio? en 1982. Sin embargo, a la mayoría de los estudiosos no les ha convencido la identificación de O'Callaghan y Thiede.

## Versículo 1
Jesús sale "de allí" (es decir, de Cafarnaún), y se dirige a su «ciudad natal» (en griego τὴν πατρίδα αὐτοῦ, tēn patrida autou). Heinrich Meyer sostiene que "allí" se refiere a la casa de Jairo, el último lugar mencionado en el capítulo 5.

## Rechazo de Jesús en Nazaret
Marcos relata la historia de la aclamación inicial de Jesús y su posterior rechazo en Nazaret, "su propio país". El relato se encuentra también en Mateo 13:53-58 y se relata en un momento anterior del ministerio de Jesús en Lucas 4:14-30. El Versículo 2 señala que "muchos de los que le oían" quedaron impresionados por la sabiduría que le había sido dada (o, "a tal hombre": los manuscritos difieren en la redacción de este versículo), y las "obras poderosas" realizadas por sus manos.  Dado que en el Versículo 5, Marcos continúa señalando que Jesús realizó una cantidad mínima de curaciones en Nazaret, generalmente se supone que habían oído hablar de los milagros que Jesús había realizado en Cafarnaún y en otros lugares. Sus vecinos cuestionan su autoridad y no parecen pensar mucho en el Jesús que recuerdan o en su familia. "¿No es éste el carpintero (τέκτων, tektōn)? No es éste el hijo de María y el hermano de Santiago, José, Judas y Simón? ¿No están sus hermanas aquí con nosotros?".
Jesús responde con un proverbio:
Sólo en su ciudad natal, entre sus parientes y en su propia casa está un profeta sin honor. Juan 4:44 registra el mismo sentimiento: Jesús mismo testificó que un profeta no tiene honor en su propio país, pero en el relato de Juan los galileos lo recibieron, habiendo visto todas las cosas que hizo en Jerusalén en la fiesta de Pascua. 
Los hermanos de Jesús aparecen aquí y en Mateo y probablemente en Hechos 12:17 mencionados por su nombre, aunque no sus hermanas. Este capítulo, unido a Marcos 3 3:21,31-35 pintan una visión negativa de las relaciones familiares de Jesús, aunque otras fuentes, como Gálatas 1:19 muestran que Santiago era al menos activo en el Iglesia primitiva después de la crucifixión de Jesús. La visión negativa de la familia de Jesús puede estar relacionada con el conflicto entre Pablo y los cristianos judíos.

### Comentarios
Este pasaje culmina una serie de situaciones en torno al poder de la fe: la de Jairo y la de la hemorroísa se han puesto en oposición con la fe todavía frágil de sus discípulos y se contrasta ahora con la de sus paisanos de Nazaret.  Marcos pone de manifiesto otra vez la dificultad para entender quién es en verdad Jesús: no lo han sabido los discípulos,  menos aún los gerasenos y, además, se equivocan sus paisanos. Aun así, el pasaje deja vislumbrar lo que fue la mayor parte de la vida terrenal de Jesús: la de un corriente artesano, con su familia, que comparte con sus paisanos los temas ordinarias de la vida. En esa vida oculta de Cristo se descubre el valor de la vida de cada día como camino de santidad:

Vuestra vocación humana es parte, y parte importante, de vuestra vocación divina. Ésta es la razón por la cual os tenéis que santificar, contribuyendo al mismo tiempo a la santificación de los demás, de vuestros vuestros iguales, precisamente santificando vuestro trabajo y vuestro ambiente: esa profesión u oficio que llena vuestros días, que da fisonomía peculiar a vuestra personalidad humana, que es vuestra manera de estar en el mundo.

## Misión de los Doce
En los versículos 7-13, Jesús envía a los doce a las distintas ciudades, de dos en dos, para curar a los enfermos y expulsar a los demonios:
7 Y llamando a los doce, comenzó a enviarlos de dos en dos, y les dio autoridad sobre los espíritus inmundos. 8 Les ordenó que no llevaran nada para el camino, excepto un bastón -ni pan, ni bolsa, ni dinero en el cinturón- 9 sino que calzaran sandalias y no se pusieran dos túnicas. (Versículos 7-9).
El obispo George Chadwick de la Iglesia de Irlanda sostiene que ante el rechazo, la respuesta de Jesús es acelerar su misión, variando a la vez que multiplicando los medios para la evangelización del país. Los doce que envía deben llevar sólo sus bastones, y si algún pueblo los rechaza, deben "... sacudir el polvo de vuestros pies cuando os vayáis, como testimonio contra ellos" (11), lo que Robert Miller describe como "... un gesto tanto de desprecio como de advertencia".
"Túnicas" (en griego δύο χιτῶνας, duo chitonas, versículo 9) eran las prendas largas que se llevaban bajo el manto, sobre la piel.

### Comentarios
La actividad de Jesús en Galilea se prolonga ahora con la de los discípulos. Galilea era, en tiempos de Jesús, una región con características geográficas y étnicas  muy peculiares. En sus ciudades convivían judíos y paganos, y las condiciones de vida proporcionaban un estrecho contacto con regiones limítrofes pobladas por personas que no eran judías. Con su presencia en estas tierras limítrofes iniciada anteriormente, Jesús está indicando que, si bien su misión va dirigida primero a los hijos de Israel, su ámbito es universal. Por otro lado, las gentes siguen preguntando quién es Jesús. En los versículos anteriores, Marcos ha mostrado que los demonios lo saben, pero Cristo no quiere reconocer el testimonio del diablo, quiere que sean los hombres quienes le confiesen como Mesías. Cuando eso ocurre con la confesión de Pedro, comienza una nueva fase del evangelio en la que el Maestro adoctrina a sus discípulos sobre el sentido redentor de su mesianismo.
Estos primeros versículos recogen la esencia del discurso. La obra de los Apóstoles en la Iglesia será la misma obra de Cristo: la predicación sobre la proximidad del Reino de los Cielos es exactamente igual a la predicación de Jesús en al comienzo de su ministerio, y sus obras de poder son las mismas que ha hecho Jesucristo. Con ellas pone de manifiesto que su misión es divina. Los Apóstoles son enviados «primero a las ovejas perdidas de la casa de Israel». También así imitan a Jesús, que respondió con la misma frase a la mujer cananea y, solo después, a los no judíos.

 (Dios) «eligió como pueblo suyo el pueblo de Israel, con quien estableció una alianza, y a quien instruyó gradualmente manifestándole a Sí mismo y sus divinos designios a través de su historia, y santificándolo para Sí. Pero todo esto lo realizó como preparación y figura de la nueva alianza, perfecta, que había de efectuarse en Cristo, y de la plena revelación que había de hacer por el mismo Verbo de Dios hecho carne. (…) Nueva alianza que estableció Cristo, es decir, el Nuevo Testamento, en su sangre, convocando un pueblo de entre los judíos y los gentiles que se condensará en unidad no según la carne, sino en el Espíritu, y constituyera un nuevo Pueblo de Dios.

## Opiniones sobre Jesús
Marcos anuncia en el comienzo del evangelio quién es Jesús: el Cristo, el Hijo de Dios. También el Dios Padre lo proclama en el momento del Bautismo. Sin embargo —excluyendo los demonios, que saben quien es Jesús y de quienes Jesús no acepta el testimonio—, los personajes que están con Él se maravillan ante sus acciones, pero no comprenden su verdadera identidad. Estos versículos representan un punto más del proceso que culminará en la confesión de Pedro. Sin embargo, Jesús tendrá que seguir enseñando a sus discípulos en la verdadera naturaleza de su misión como Mesías.
La actividad de Jesús provoca una pregunta capital: «¿Quién es éste?». El evangelista indica que la gente no acertaba con la respuesta, que Herodes estaba asombrado, y que Pedro lo confesó como Mesías. Se pone de manifiesto que el motivo que alentaba a Herodes era la pura curiosidad, mientras que Pedro hacía un auténtico acto de fe en el que comprometía su propia vida: 

El pueblo llega a entrever la dimensión religiosa realmente excepcional de este rabí que habla de manera fascinante, pero que no consigue encuadrarlo entre los hombres de Dios que marcaron la historia de Israel. En realidad, ¡Jesús es muy distinto! Es precisamente este ulterior grado de conocimiento, que atañe al nivel profundo de su persona, lo que él espera de los “suyos”. (…) Sólo la fe profesada por Pedro, y con él por la Iglesia de todos los tiempos, llega realmente al corazón, yendo a la profundidad del misterio.

## La muerte de Juan Bautista

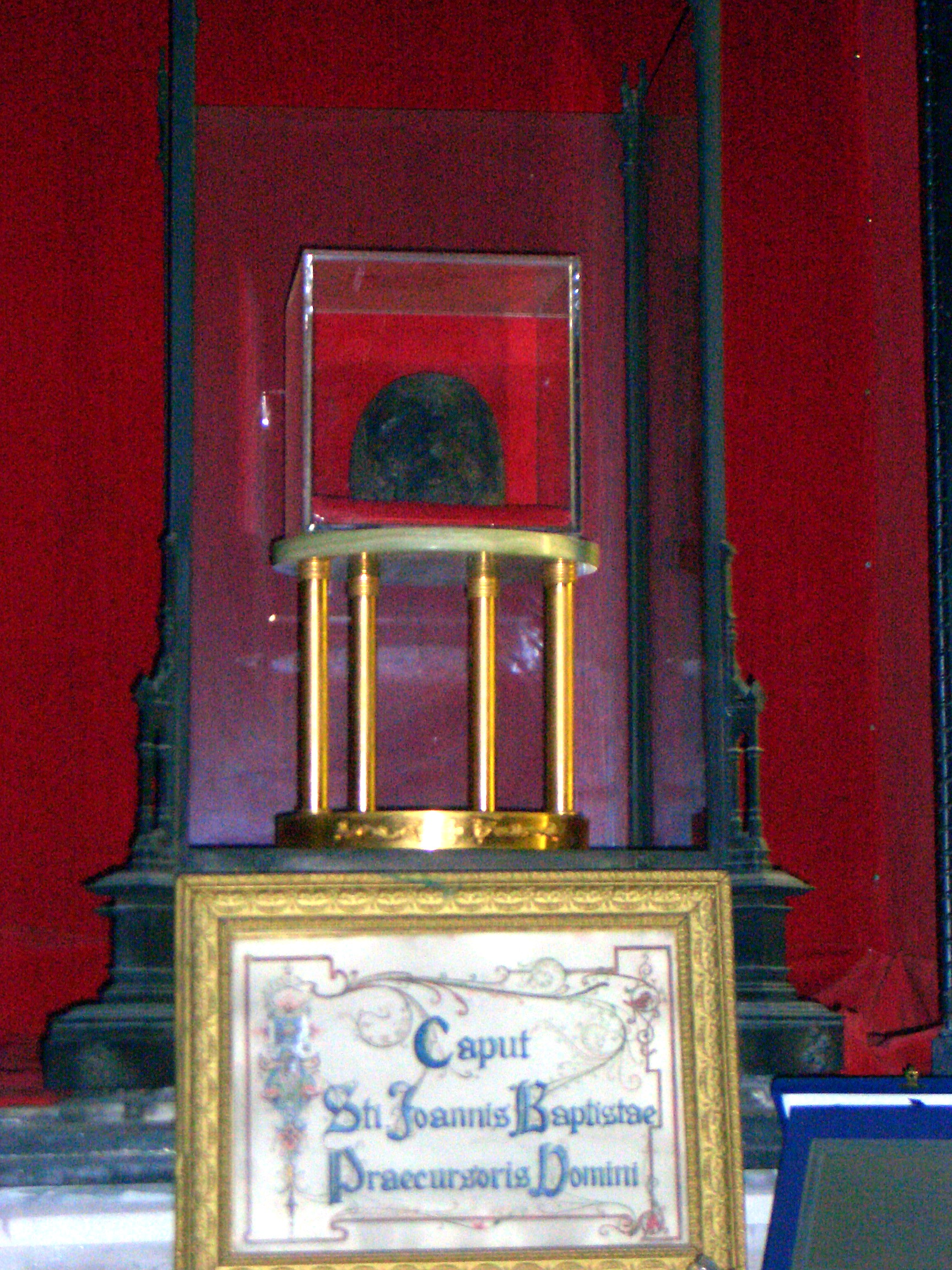
Supuesta cabeza de Juan Bautista, consagrada en Roma

A continuación, Marcos relata la muerte de Juan Bautista a manos de Herodes Antipas. Herodes está casado con su mujer Herodías, antigua esposa de su hermano Herodes Filipo I. Juan condena a Herodes por lo que Herodes encarcela a Juan, aunque Marcos se refiere a una relación respetuosa entre Herodes y Juan: "una mezcla de reverencia y temor supersticioso hacia el profeta y hombre de Dios". Herodías busca vengarse de Juan durante una fiesta de cumpleaños de Herodes. Su hija Salomé baila para Herodes y persuade a éste para que mate a Juan. Los discípulos de Juan se llevan su cuerpo y lo ponen en una tumba. Este relato se encuentra también en Mateo 14:1-12. Se desconoce el año en que murió Juan. Josefo informa que Herodes mató a Juan para sofocar un posible levantamiento alrededor del año 36 d. C. Herodes Felipe murió en el 34 y Herodes Antipas murió en algún momento después del 40 tras ser exiliado a Galia o Hispania.

### Comentarios
Este relato indica que la suerte del cristiano será muchas veces semejante a la del Bautista o a la del mismo Cristo: la predicación y el testimonio del Evangelio serán eficaces en muchas almas, pero no por eso el cristiano dejará de estar sometido a las veleidades de los poderosos: 

Los mártires, y de manera más amplia todos los santos en la Iglesia, con el ejemplo elocuente y fascinador de una vida transfigurada totalmente por el esplendor de la verdad moral, iluminan cada época de la historia despertando el sentido moral.

San Juan Bautista tiene una gran importancia en la historia de la salvación, ya que es el Precursor, encargado de preparar los caminos del Mesías. A pesar de la brevedad de su evangelio, Marcos deja bien concreto el prestigio del Bautista: creían que era un profeta, también que era Elías que tenía que venir antes del Mesías y acudían a él desde muchos lugares.

Cuenta Josefo que Juan había sido conducido preso a la fortaleza de Maqueronte, y que allí fue degollado. La historia eclesiástica cuenta que fue sepultado en Sebaste, ciudad de Palestina, llamada en otro tiempo Samaria. En tiempos del gobernador Juliano, recelando de los cristianos que frecuentaban el sepulcro con piadosa solicitud, los paganos saquearon el sepulcro y dispersaron sus huesos por los campos; y una vez reunidos nuevamente, los quemaron y los dispersaron por los campos.

Los Padres de la Iglesia, al contar la muerte del Bautista, pusieron de manifiesto la enseñanza ascética del episodio. Herodes admira a Juan y le escucha con gusto, pero acaba por decapitarle: 

Hemos escuchado tres acciones criminales igualmente impías: la infame celebración del cumpleaños, el lascivo baile de la joven, y el temerario juramento del rey; de cada una de las tres debemos aprender a no comportarnos de ese modo. En estas decisiones cayó Herodes porque, o debía perjurar o cometer otro delito peor. (…) Le venció el amor de una mujer y le obligó a poner en sus manos a aquel que sabía que era santo y justo. Porque no supo detener la lujuria incurrió en un delito, y un pecado más pequeño fue el motivo de uno más grande.

## Alimentación de los cinco mil y caminar sobre el agua

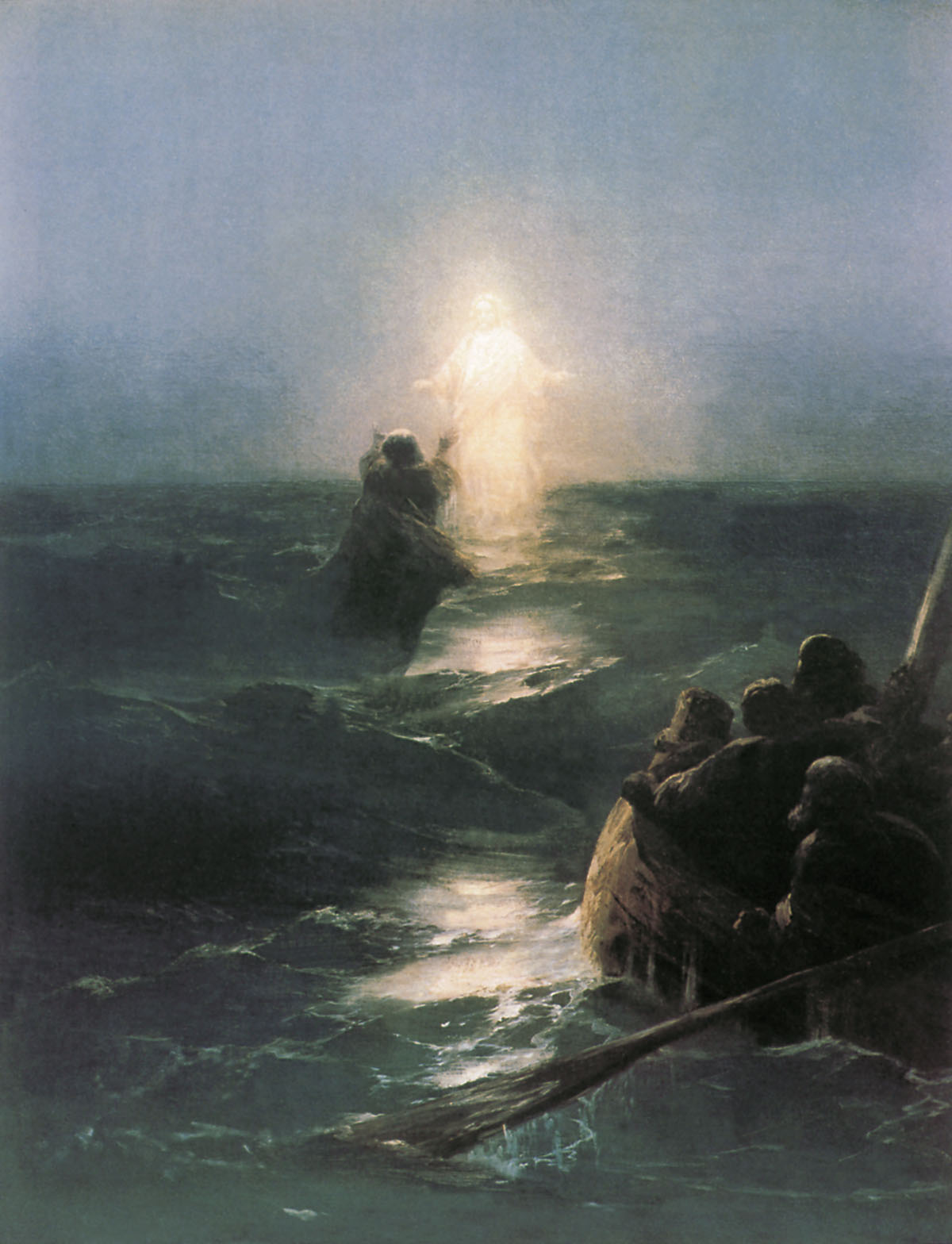
Caminando sobre las aguas, por Ivan Aivazovsky (1888)

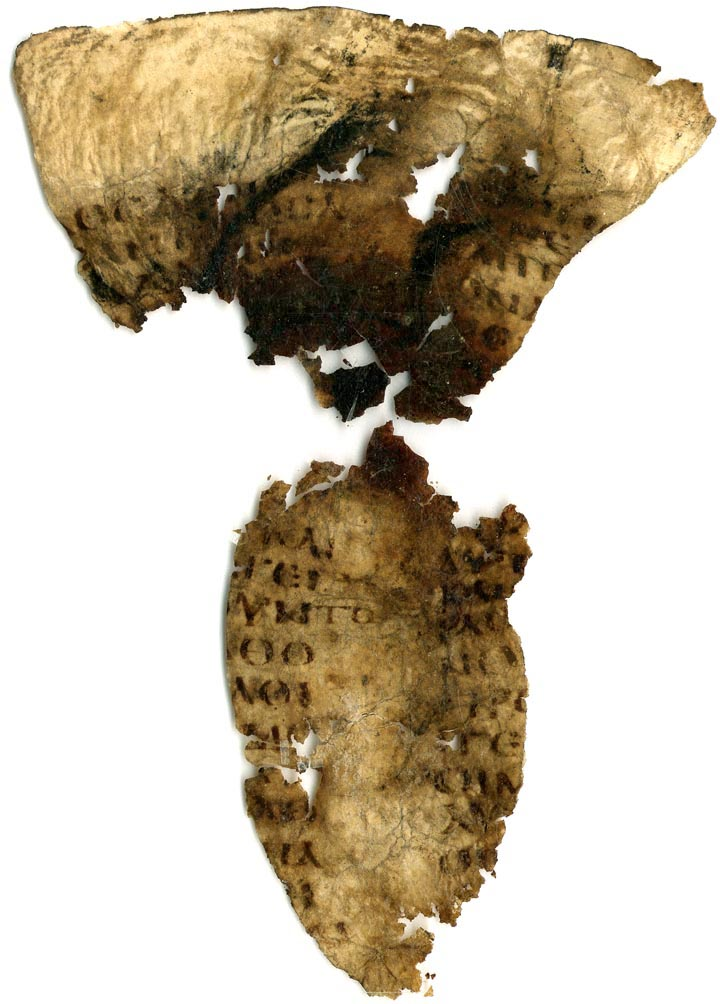
Mark 6:30-41 en Uncial 0187

Los "apóstoles", (οἱ ἀπόστολοι, hoi apostoloi) vuelven (se reagrupan) e informan a Jesús sobre "lo que habían hecho y lo que habían enseñado". El escritor anglicano George Maclear sugiere que han regresado a Cafarnaún. Los lleva en una barca a un lugar desierto donde pueden descansar. Versículo Mark 6:30 es la única vez en los textos canónicos recibidos donde Marcos usa "οι αποστολοι", aunque algunos textos también usan esta palabra en Marcos 3:14  y es más frecuentemente - 68 de 79 ocurrencias en el Nuevo Testamento - usada por Lucas el Evangelista y Pablo de Tarso.
Marcos relata a continuación dos milagros de Jesús. Cuando desembarcan, ya les espera una gran multitud. Jesús les enseña varias cosas no registradas, y luego alimenta a toda la multitud de 5000 hombres (en griego ἄνδρες), andres, que significa más frecuentemente 'adulto varón' en el uso del Nuevo Testamento ) convirtiendo cinco panes y dos peces en comida suficiente para alimentar a todos. 14:21 dice que había 5000 hombres "además de mujeres y niños".
Jesús envía a los discípulos en una barca delante de él a Betsaida. Es de noche y sólo están a mitad de camino cuando Jesús cruza el lago y sale a su encuentro. Al principio se asustan y piensan que es un fantasma, pero Jesús se revela y sube a la barca, asombrando a los discípulos.
Estos dos milagros ocurren en Juan 6:1-24 y Mateo 14:13-36 y la alimentación de la multitud está en Lucas 9:10-17.
La alimentación de las 5000 personas y la resurrección de Jesús parecen ser los únicos milagros registrados simultáneamente en los cuatro Evangelios.

### Comentarios
Se nota en este pasaje la intensidad del ministerio público de Jesús que, por segunda vez, el evangelio indica que no tenía tiempo ni para comer. Los Apóstoles coinciden también de esta entrega: después de las agotadoras jornadas de la misión apostólica, Jesús quiere llevarlos aun lugar tranquilo para descansar, pero las multitudes no se lo permiten. Los propósitos de Jesús son una enseñanza práctica: 

El Señor hace descansar a sus discípulos para enseñar a los que gobiernan que quienes trabajan de obra o de palabra no pueden trabajar sin interrupción.

## Curación de los enfermos de Genesaret

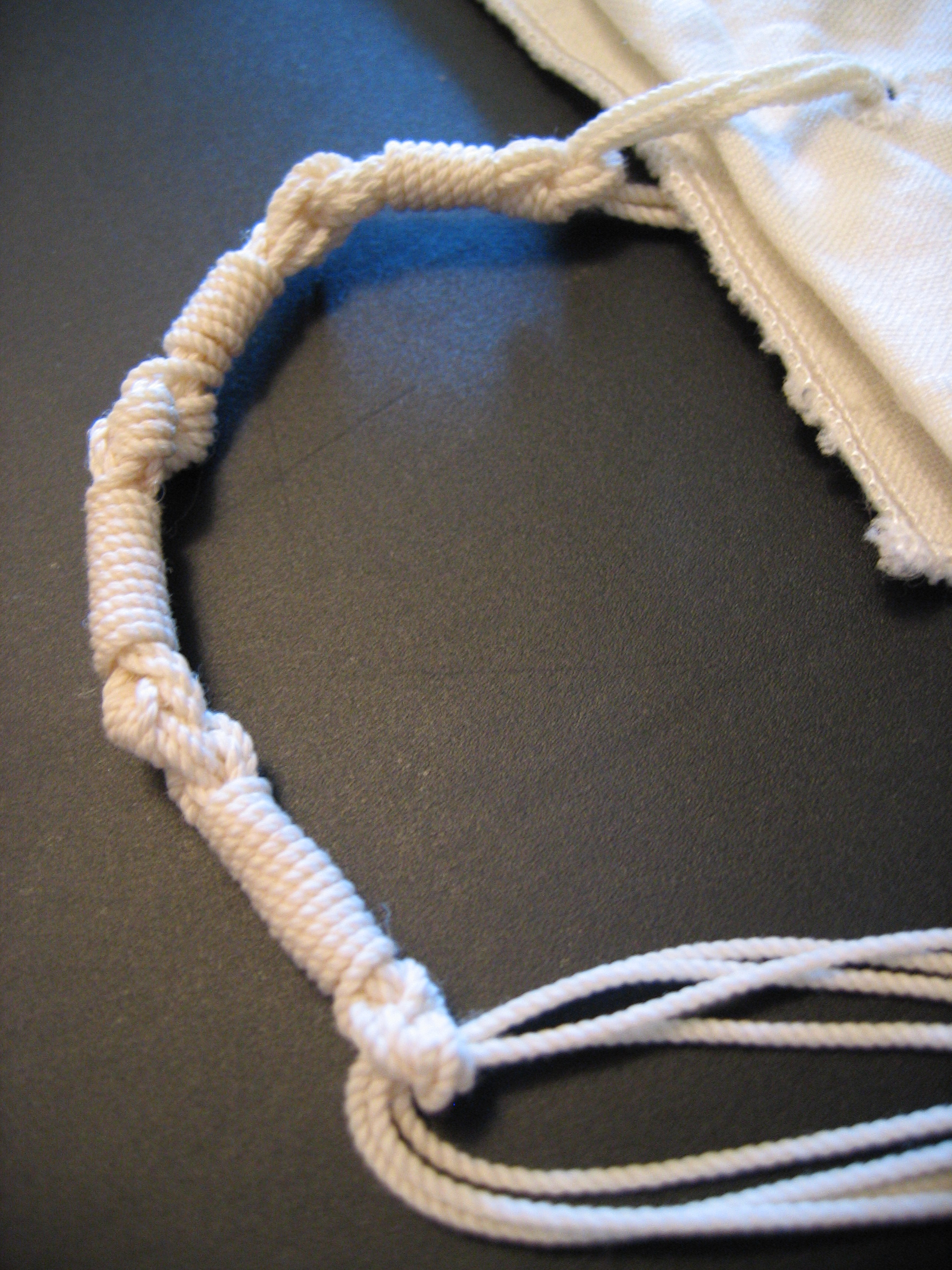
Los hilos de tzitzis de una esquina de un tallit

Llegan al lago de Genesaret y la gente reconoce a Jesús. La gente lleva enfermos en esteras a donde han oído que está Jesús. Le ruegan que les deje tocarle, aunque sólo sea el "fleco de su manto" (Marcos 6:56, y todas las personas que lo hacen quedan curadas. Jesús parece dispuesto a ayudar a todos los que se lo pidan. Raymond E. Brown argumentó que esta sección deja a los lectores con la sospecha de que tal entusiasmo por la curación no es la comprensión correcta de Jesús ni la fe en él. Esta sección es un ejemplo de un Resumen marcaniano, en el que varias historias sobre Jesús están todas envueltas en una descripción. Ayudan a mostrar la magnitud de su poder y quizá la naturaleza del peligro que las autoridades ven que representa para el orden público.

### Comentarios
Desde el capítulo 4 hasta aquí, prácticamente todos los acontecimientos relatados se sitúan en distintos viajes alrededor del Mar de Galilea. Este sumario final resume dos de las notas que han presidido esta parte: los milagros de Jesús y la atracción que despierta en la gente